# Un modello per la morte
Un modello per la morte è un romanzo scritto da Jorge Luis Borges e Adolfo Bioy Casares nel 1946.

## Edizioni in italiano
- J.L. Borges, A. Bioy Casares; Un modello per la morte, traduzione di Vanna Brocca; illustrazioni di Attilio Rossi, Palazzi, Milano 1972
- Jorge Luis Borges, Adolfo Bioy Casares; Un modello per la morte, introduzione di Vanni Blengino, Editori riuniti, Roma 1980
- Jorge Luis Borges, Adolfo Bioy Casares, Un modello per la morte, Studio tesi, Pordenone 1991